# Притвор
Притвор представља судски одређено лишење слободе у кривичном поступку. Притвор се различито уређује у практично свим земљама, а неке веће разлике су између англосаксонских и европскоконтиненталних земаља.
Сврха притвора је обезбеђивање присуства окривљеног у кривичном поступку у ситуацијама када због одређених околности то није могуће учинити другим мерама, попут забране напуштања боравишта. 
Окривљени који се нађе у притвору у свим земљама са развијенијим правима мора располагати низом права којима се обезбеђује његова обавештеност о свему што му се ставља на терет и обезбеђује његов физички и психички интегритет. Притвор се увек урачунава приликом евентуалног изрицања затворске казне, као издржани део.
У праву Србије, притвор је генерално регулисан Закоником о кривичном поступку а детаљније се издржавање притвора регулише прописима министра правде.
Према одредби члана 142. Законика о кривичном поступку Србије прописано је неколико основа за одређивање притвора као што су опасност од бекства, неодазивање на главни претрес, опасност да ће учиналац поновити кривично дело, опасност од утицаја на сведоке као и када се ради о кривичном делу за које је запрећена казна затвора преко десет година а кривично дело прате посебно тешке околности